# 唐娜·洛班
唐娜·洛班（英語：Donna Lobban，1986年12月19日—），澳大利亚女子壁球运动员。她曾代表澳大利亚参加2010年、2014年和2018年英联邦运动会壁球比赛，获得一枚金牌和二枚铜牌。